# Microrégion de Nova Andradina
La microrégion de Nova Andradina est l'une des quatre microrégions qui subdivisent l'est de l'État du Mato Grosso do Sul au Brésil.
Elle comporte 5 municipalités qui regroupaient 88 368 habitants en 2010 pour une superficie totale de 13 458 km2.

## Municipalités[1]
- Anaurilândia
- Bataguassu
- Batayporã
- Nova Andradina
- Taquarussu